# 員林演藝廳
23°56′57.6″N 120°34′43.6″E / 23.949333°N 120.578778°E
員林演藝廳是台灣彰化縣員林市一座多功能複合式藝術展演場所，隸屬彰化縣文化局，也是該縣最大的文化建設。

## 歷史
員林演藝廳主體工程自1997年12月15日開工，2001年8月12日落成啟用。

## 設施
廳內設有表演廳（1070席）、小劇場（252席）、戶外劇場、展覽室、圖書室等。

## 交通資訊
Google 地圖

### 開車
- 國道1號埔鹽系統交流道接台76快速道路往員林方向，下員林交流道後左轉台1線，再右轉員林大道即達。
- 國道3號中興系統交流道接台76快速道路往員林方向，下員林交流道短暫直行後由中央橋迴轉並直行1公里左轉141縣道，再右轉員林大道即達。

### 大眾運輸
- 員林客運：搭乘6700、6701、6702或6735路線至員林家商前下車，步行約450公尺可抵達本廳。
- 台鐵/高鐵：達員林火車站後步行約25分鐘或於火車站前租借YouBike腳踏車約15分鐘可到達本廳。

## 外部連結
- 員林演藝廳的Facebook專頁